# Mama Coca
Nella mitologia inca, Mama Coca o Cocomama era la divinità della salute e della gioia. Secondo la leggenda ella era in origine una donna dissoluta che fu tagliata a metà dai suoi numerosi amanti. Dal suo corpo nacque la prima pianta di coca, le cui foglie potevano essere masticate dagli uomini (per ottenerne vigore e felicità) soltanto dopo aver fatto raggiungere l'orgasmo ad una donna.